# Карго Ер
Карго Ер (оригинално изписване: cargoair) е българска карго авиокомпания със седалище в София, България. Компанията извършва полети в цяла Европа и Близкия изток. Основните бази на авиокомпанията са летище Лайпциг/Хале и летище София.

## История
Карго Ер е създаден през ноември 2007 г. като генерален агент по продажбите на беларуската товарна авиокомпания Руби Стар, предлагаща на своите клиенти логистични услуги със самолети Антонов Ан-12 и Илюшин Ил-76. Същата година Карго Ер закупува и Боинг 737-300F.
От юли 2009 г. Карго Ер започва работа за „Ти Ен Ти Еъруейс“ в своята европейска мрежа. През септември 2009 г. Карго Ер закупува втори Боинг 737-300F.
Поради нарастващото търсене на дългосрочни лизингови операции и специални чартъри, ръководството на компанията решава да закупи трети Боинг 737-300F, доставен през септември 2011 г.
През февруари 2013 г. компанията закупува пътнически Боинг 737 – 400, като преобразуването му в товарна конфигурация приключва през юли 2013 г. На 15 юли 2013 г. Боинг 737-400F започва търговско обслужване за европейския въздушен транспорт. През ноември 2013 г. Карго Ер закупува втори Боинг 737-400F във флота си.
През юли 2015 г. Карго Ер закупува трети Боинг 737-400F, също експлоатиран за европейския въздушен транспорт. През януари 2016 г. Карго Ер закупува четвърти Боинг 737 – 400. През февруари 2016 г. авиокомпанията закупува два Боинг 737-800BCF.
През ноември и декември 2016 г. авиокомпанията закупува още два Боинг 737-400F към флота си. През лятото на 2017 г. авиокомпанията започва пътнически/ACMI полети от името на „Еър Медитърейниън“ и „Травъл Сървис“.

## Флот
Към март 2021 г. флотът на Карго Ер се състои от следните самолети: